# Nodicia de Kesos
La Nodicia de kesos è un documento in lingua romanza rinvenuto vicino a León e risalente agli anni tra il 974 e il 980. È uno dei testi più antichi nell'evoluzione delle lingue ibero-romanze. Tuttavia non è ancora possibile considerare la lingua della Nodicia de kesos come lingua leonese, ma piuttosto uno stadio latino che inizia a distinguersi dal latino volgare e a frammentarsi in diverse lingue protoromanze e, in questo caso, in lingua leonese.
Il documento era già noto nel 1926 in quanto è uno dei testi che Ramón Menéndez Pidal utilizzò nella sua opera Orígenes del español per fornire un resoconto dello stato delle lingue romanze peninsulari nel X secolo.
Il testo è un semplice inventario dei formaggi scritto dal monaco cellario nel Monastero dei Santi Justo e Pastor, nella città di La Rozuela, molto vicino a León. È scritto sul retro di un documento di donazione datato 956. Quindi, se si tratta di una pergamena riutilizzata, al momento della stusura dell'inventario avrebbe dovuto cessare di avere valore legale; con questo ragionamento Ramón Menéndez Pidal propose l'anno 980 come possibile data di stesura della Nodicia de Kesos. 
Studi più recenti di J.M. Fernández Cato e altri propongono una datazione leggermente precedente, intorno agli anni 974-975, a causa di un riferimento storico contenuto nel testo stesso, in particolare la menzione di una visita del re Ramiro III di León.
L'aspetto più importante della Nodicia di Kesos sta nel fatto che si tratta di un'annotazione in una lingua romanza molto primitiva poiché il monaco cellario ha scritto in romanzo senza partire da un modello precostituito, scrivendo in piena libertà e con spontaneità in una lingua che si avvicinava molto alla lingua effettivamente parlata in quel periodo. 

## Il testo
Secondo l'edizione del 2003 di Fernández Catón il testo è redatto su due colonne, la prima di 14 righe e la seconda di 20 righe alcune delle quali sono di difficile lettura.
| (Christus) Nodicia de kesos que espisit frater Semeno: In Labore de fratres In ilo ba- celare de cirka Sancte Ius- te, kesos U; In ilo alio de apate, II kesos; en que[e] puseron ogano, kesos IIII; In ilo de Kastrelo, I; In Ila uinia maIore, II | que lebaron en fosado, II, ad ila tore; que baron a Cegia, II, quando la talia- ron Ila mesa; II que lebaron LeIone; II ...s...en u...re... ...que.... ...c... ...e...u... ...alio (?) ... ... g...Uane Ece; alio ke le- ba de sopbrino de Gomi de do...a...; IIII que espi- seron quando llo rege uenit ad Rocola; I qua Salbatore Ibi uenit. |

Una versione in spagnolo attuale potrebbe essere: